# Clara Munarini
Clara Munarini, née le 24 décembre 1989 à Parme (Italie), est une arbitre italienne de rugby à XV et de rugby à sept. Elle dirige des matchs internationaux féminins depuis 2017 et a été la première italienne à arbitrer un match du Championnat d'Italie masculin.

## Biographie
Originaire de Parme, Clara Munarini est active au sein de la fédération italienne de rugby à XV depuis 2012. Elle est diplômée en économie de l'université de Bologne et est employée dans une entreprise de logistique.
En 2013, elle commence à arbitrer en Série A féminine, et dirige la finale de ce championnat en 2015. C'est en 2017 qu'elle fait ses débuts internationaux, dans le rugby à sept féminin européen d'Ostrava en République tchèque, où elle arbitre plusieurs matchs avant d'être choisie pour la finale. Lors du Championnat d'Europe féminin de rugby à XV en 2018, elle arbitre la rencontre qui oppose l'Allemagne et l'Espagne. 
En 2019, elle arbitre pour la première fois un match du Tournoi des Six Nations féminin, à Cardiff, entre les sélections du pays de Galles et d'Angleterre.
En avril 2021, Clara Munarini arbitre le match de Championnat d'Italie masculin entre Rugby Viadana et Rugby Colorno : elle est alors la première Italienne à diriger une rencontre du plus haut niveau national masculin (auparavant, seule l'Irlandaise Joy Neville avait été invitée à arbitrer dans ce tournoi. 
En avril 2022, elle est désignée pour la finale de la Coupe d'Italie, devenant la première femme à arbitrer une finale masculine senior en Italie.